# Principado de Volínia
O Principado de Volínia (ucraniano: Волинське князівство, Volynske kniazivstvo)  foi um principado de apanágio da Rússia Ocidental com seu centro em Volodimir que existiu entre os séculos X e XV.

## Geografia
O Principado de Volínia fazia fronteira ao norte com o Principado de Grodno, a leste com os Principados de Turov-Pinsk e Kiev, ao sul com o Principado da Galícia, a oeste com a Polônia.
No século XII, o principado incluía cidades como Kremenets, Lutsk, Busk, Dorogobuzh, Berestie, Kobrin, Belz, Cherven, Shumsk, Iziaslavl, Peresopnytsia, Dorohichin.